# Edi Sedyawati
Edi Sedyawati (ur. 28 października 1938 w Malang) – indonezyjska archeolog i historyk; profesor archeologii Uniwersytetu Indonezyjskiego.
W 1960 roku praca Edi Sedyawati nad datowaniem rzeźbionych posągów w pobliżu Karawang przyczyniła się do udowodnienia, że starożytne królestwo Tarumanagara przyjęło hinduizm.